# 92 FM (Porto Alegre)
92 FM (ou 92) é uma emissora de rádio brasileira sediada em Porto Alegre, capital do estado do Rio Grande do Sul. Opera no dial FM, na frequência 92.1 MHz, e pertence ao Grupo RBS. Seus estúdios estão na sede do jornal Zero Hora, na Azenha, e seus transmissores estão no alto do Morro da Polícia.

## História
O Grupo RBS passou a controlar os 92.1 MHz em 1990, com a aquisição da Cidade FM, emissora afiliada à Rede Cidade, controlada pelo Grupo Jornal do Brasil e fundada por Antônio Carlos Niederauer em 15 de novembro de 1979. Inicialmente uma rádio voltada à música pop, a Cidade FM foi por anos uma das principais rádios ecléticas de Porto Alegre, concorrendo diretamente com a Rádio Eldorado pela audiência do público. Porém, devido a queda nos índices de audiência, o grupo decidiu descontinuar a programação da emissora e substitui-la pela retransmissão da Rádio Farroupilha, que operava no dial AM 680 kHz, a partir de 14 de setembro de 2015. A Farroupilha, líder de audiência do dial AM, teve então boa parte de sua tradicional programação modificada com a ida para o FM, com a criação de novos programas e a vinda de novos locutores. Desde então, a estação avançou em audiência e conseguiu manter a terceira colocação entre as rádios mais ouvidas da região.
Em 7 de março de 2018, surgiram informações extra-oficiais de que o Grupo RBS estaria prestes a lançar um novo projeto para a frequência, substituindo a Farroupilha, que voltaria a operar apenas em AM. Em 15 de março, em um evento realizado para a imprensa e o mercado publicitário na boate Wood's em Porto Alegre, o grupo anunciou a criação da 92 FM, projeto de rádio eclética com programação voltada para a música popular, eventos e promoções para os ouvintes. Para compor a programação, também foram confirmados os locutores Cris Silva, Rodrigo Adams, Adriano Domingues, Duda Garbi, Arthur Gubert, Mari Araújo, Martin TJ e Marco Vinícius (Capu), que continuarão a comandar boa parte dos programas já existentes na Rádio Farroupilha, que voltará a focar no público adulto como era antes de sua ida para o FM.
Em 14 de abril, às 13h00, a frequência 92.1 MHz entrou em programação de expectativa para a estreia da nova emissora, com músicas intercaladas com vinhetas e chamadas para a estreia. À meia-noite de 16 de abril, a rádio entrou oficialmente no ar, com a transmissão do #Insônia92, e às 6h00, Adriano Domingues fez a primeira locução ao vivo com o Manhã Mais 92.

## Programas
- Corujão 92
- Insônia
- Bom Dia 92
- Manhã Mais 92
- Retratos da Fama
- Conecte 92 1ª Edição
- Discorama 92
- #TardeMais92
- 92 por Hora
- Conecte 92 2ª Edição
- Top 15
- Show da Noite
- Gol a Gol
- Fica a Dica
- Sextou das Gu
- Sextou 92
- 92 na Batida
- Festa 92
- Bailão da 92
- Sabadão 92
- Supersequência
- Pagoderia
- 92 Retrô
- Esquenta 92
- Baladão 92
- Gaitas e Chimas
- Domingão 92
- Domingão das Patroas
- Domingo Show

## Comunicadores

### Atuais
- Bruna Colossi
- Amanda Souza
- Martin TJ
- Adriano Domingues
- Fernando Júnior
- João Carlos Albani
- Cris Silva
- Hans Ancina
- Gugu Streit
- Mariane Araújo
- Vini Moura
- Jean Paul
- Rodrigo Adams
- Marcelo Portuga
- Kelly Costa
- Alice Bastos Neves
- Gio Lisboa

### Antigos
- Alex Bagé
- Nego Di
- Capú (Mix FM Porto Alegre)